# Wilhelm Külz
Wilhelm Külz est un homme politique allemand, né le 18 février 1875 à Borna (Royaume de Saxe) et mort le 10 avril 1948 à Berlin.
Membre du Parti démocrate allemand (le DDP) puis du Parti libéral-démocrate d'Allemagne (le LPDP), il est ministre de l'Intérieur en 1926.